# RM-19
La RM-19 o carretera del Mar Menor es una carretera convencional autonómica de la Región de Murcia. Cuenta con dos carriles por sentido separados por una mediana, hecho que suele llevar a pensar que se trata de una autovía. Comunica, en conexión con la A-30, la ciudad de Murcia con la costa de la zona norte del Mar Menor.  
Tiene su origen en el enlace con la A-30 en la pedanía de Baños y Mendigo. Finaliza su recorrido a la altura de la pedanía sanjaviereña de Pozo Aledo, en el enlace con la AP-7.
Su salida facilita también la conexión con la zona de costa de San Javier, que se corresponde con la pedanía de Santiago de la Ribera, a la altura de la antigua discoteca Lowi. 
Su denominación anterior era C-3319.

## Tramos
| Denominación | Tramo                                                                               | km  | Año servicio |
| ------------ | ----------------------------------------------------------------------------------- | --- | ------------ |
| RM-19        | Variante de Ventas de San Antonio Tramo: Enlace A-30 - Ventas de San Antonio (este) | 2,5 | 1997         |
| RM-19        | Las Ventas de San Antonio (este) - Balsicas (oeste)                                 | 6   | 1997         |
| RM-19        | Variante de Balsicas                                                                | 3   | 1997         |
| RM-19        | Balsicas (este) - Pozo Aledo (oeste)                                                | 7   | 1997         |
| RM-19        | Variante de Pozo Aledo Tramo: Pozo Aledo (oeste) - Enlace AP-7                      | 2   | 1997         |

## Salidas
| Velocidad | Esquema | Salida | Sentido San Javier                                          | Sentido Murcia                                              | Carretera     | Notas              |
| --------- | ------- | ------ | ----------------------------------------------------------- | ----------------------------------------------------------- | ------------- | ------------------ |
|           |         |        | RM-19                                                       | A-30                                                        |               |                    |
|           |         |        | Balsicas 16 San Javier 26                                   | Murcia 18                                                   | A-30 RM-19    |                    |
|           |         | 0      | área de servicio Ventas Mosa Trajectum                      |                                                             |               |                    |
|           |         |        |                                                             |                                                             |               |                    |
|           |         | 1      |                                                             | Ventas Mosa Trajectum                                       |               |                    |
|           |         | 3      |                                                             | vía de servicio El Valle Golf Resort                        |               |                    |
|           |         |        |                                                             |                                                             |               |                    |
|           |         | 4      | Los Martínez del Puerto Sucina - El Garruchal Gea y Truyols | Los Martínez del Puerto Sucina - El Garruchal Gea y Truyols | RM-F19        |                    |
|           |         | 7      |                                                             |                                                             |               |                    |
|           |         | 9      | Sucina El Garruchal Gea y Truyols                           | Sucina El Garruchal Gea y Truyols                           | RM-F13        |                    |
|           |         | 11     |                                                             | Los Molinos vía de servicio                                 |               |                    |
|           |         | 12     |                                                             |                                                             |               |                    |
|           |         |        |                                                             |                                                             |               |                    |
|           |         | 15     | Balsicas Roldán Gea y Truyols                               | Balsicas Roldán Gea y Truyols                               | RM-F12        |                    |
|           |         |        | FC Chinchilla-Cartagena                                     | FC Chinchilla-Cartagena                                     |               |                    |
|           |         | 16     | Sucina - Avileses Torre-Pacheco Balsicas                    | Sucina - Avileses Torre-Pacheco Balsicas                    | RM-F22 RM-F20 |                    |
|           |         |        |                                                             |                                                             |               | Radar en p.k. 17,8 |
|           |         | 19     | Los Infiernos camino rural                                  | Los Infiernos camino rural                                  |               |                    |
|           |         |        |                                                             |                                                             |               |                    |
|           |         | 20     |                                                             |                                                             |               |                    |
|           |         |        |                                                             |                                                             |               |                    |
|           |         | 21     | San Cayetano Dolores de Pacheco El Mirador                  | San Cayetano Dolores de Pacheco El Mirador                  | RM-F23 RM-F27 |                    |
|           |         |        | camino de servicio                                          |                                                             |               |                    |
|           |         | 24     |                                                             | Pozo Aledo polígono industrial Hospital Los Arcos           |               |                    |
|           |         |        |                                                             |                                                             |               |                    |
|           |         |        | Los Alcázares Cartagena aeropuerto                          |                                                             | AP-7          |                    |
|           |         |        | San Javier 1                                                | Balsicas 9 Murcia 43                                        | A-30 RM-19    |                    |
|           |         |        | Enlace con AP-7                                             | RM-19                                                       |               |                    |